# Auroux
Auroux är en kommun i departementet Lozère i regionen Occitanien i södra Frankrike. Kommunen ligger i kantonen Langogne som tillhör arrondissementet Mende. År 2022 hade Auroux 365 invånare.

## Befolkningsutveckling
Antalet invånare i kommunen Auroux
| Referens: INSEE |